# ジエゴ・ダ・コスタ・リマ
ジエゴ・ダ・コスタ・リマ（Diego da Costa Lima、1988年9月30日 - ）は、ブラジル・ドゥケ・デ・カシアス出身のプロサッカー選手。ポジションは、ミッドフィールダー。